# Balonmano en los Juegos Centroamericanos y del Caribe
La competición de balonmano en los Juegos Centroamericanos y del Caribe es un torneo internacional de balonmano organizado por la ODECABE como parte de los Juegos Centroamericanos y del Caribe. La modalidad fue introducida en 1993.
El equipo ganador también se clasifica a la siguiente edición de los Juegos Panamericanos.

## Torneos masculinos

### Resultados
| 1993 Detalles | Ponce, Puerto Rico                  | Cuba                 | 29–14   | México               | Puerto Rico | 25–21   | Guatemala            |
| 1998          | Caracas, Venezuela                  | -                    | -       | -                    | -           | -       | -                    |
| 2002 Detalles | Santo Domingo, República Dominicana | República Dominicana | 34–32   | Puerto Rico          | México      | 32–20   | Guatemala            |
| 2006 Detalles | Santo Domingo, República Dominicana | República Dominicana | 32–28   | Cuba                 | México      | 33–28   | Puerto Rico          |
| 2010 Detalles | Mayagüez, Puerto Rico               | República Dominicana | 40–28   | Venezuela            | México      | 30–24   | Puerto Rico          |
| 2014 Detalles | Veracruz, México                    | Puerto Rico          | 37–27   | República Dominicana | Cuba        | 32–22   | México               |
| 2018 Detalles | Barranquilla, Colombia              | Cuba                 | 29 - 18 | Puerto Rico          | México      | 33 - 32 | República Dominicana |
| 2023 Detalles | San Salvador, El Salvador           | Cuba                 | 30 - 29 | República Dominicana | México      | 32 - 29 | Puerto Rico          |

### Palmarés
| Equipo               | Campeón              | Subcampeón | Tercer puesto        | Total |
| -------------------- | -------------------- | ---------- | -------------------- | ----- |
| República Dominicana | 3 (2002, 2006, 2010) | 1          | 0                    | 4     |
| Cuba                 | 1 (1993)             | 1 (2006)   | 1 (2014)             | 3     |
| Puerto Rico          | 1 (2014)             | 1 (2002)   | 1 (1993)             | 3     |
| México               | 0                    | 1 (1993)   | 3 (2002, 2006, 2010) | 4     |
| Venezuela            | 0                    | 1 (2010)   | 0                    | 1     |

### Participantes
| País                 | 1993 | 2002 | 2006 | 2010 | 2014 | Años |
| -------------------- | ---- | ---- | ---- | ---- | ---- | ---- |
| Colombia             | -    | -    | -    | -    | 5.º  | 1    |
| Costa Rica           | 5.º  | -    | -    | -    | 8.º  | 2    |
| Cuba                 | 1.º  | -    | 2.º  | -    | 3.º  | 3    |
| República Dominicana | -    | 1.º  | 1.º  | 1.º  | 2.º  | 4    |
| El Salvador          | -    | -    | -    | 7.º  | -    | 1    |
| Guatemala            | 4.º  | 4.º  | 6.º  | 5.º  | 6.º  | 5    |
| Honduras             | -    | -    | 7.º  | -    | -    | 1    |
| México               | 2.º  | 3.º  | 3.º  | 3.º  | 4.º  | 5    |
| Nicaragua            | -    | -    | -    | 6.º  | 7.º  | 2    |
| Puerto Rico          | 3.º  | 2.º  | 4.º  | 4.º  | 1.º  | 5    |
| Venezuela            | -    | -    | 5.º  | 2.º  | -    | 2    |
| Total                | 5    | 4    | 7    | 7    | 8    |      |

## Torneos femenino

### Resultados
| 1993 Detalles | Ponce, Puerto Rico                  | Cuba                 | 31–19 | México               | Costa Rica  | 15–10 | Puerto Rico          |
| 1998          | Caracas, Venezuela                  | -                    | -     | -                    | -           | -     | -                    |
| 2002 Detalles | Santo Domingo, República Dominicana | República Dominicana | 26–24 | México               | Puerto Rico | 28–24 | Guatemala            |
| 2006 Detalles | Santo Domingo, República Dominicana | Cuba                 | 36–24 | República Dominicana | Puerto Rico | 23–19 | México               |
| 2010 Detalles | Mayagüez, Puerto Rico               | República Dominicana | 27–19 | Puerto Rico          | México      | 41–16 | Costa Rica           |
| 2014 Detalles | Veracruz, México                    | Cuba                 | 32–18 | Puerto Rico          | México      | 24–15 | República Dominicana |
| 2018 Detalles | Barranquilla, Colombia              |                      |       |                      |             |       |                      |

### Palmarés
| Equipo               | Campeón              | Subcampeón     | Tercer puesto  | Total |
| -------------------- | -------------------- | -------------- | -------------- | ----- |
| Cuba                 | 3 (1993, 2006, 2014) | 0              | 0              | 3     |
| República Dominicana | 2 (2002, 2010)       | 1 (2006)       | 0              | 3     |
| México               | 0                    | 2 (1993, 2002) | 2 (2010, 2014) | 4     |
| Puerto Rico          | 0                    | 2 (2010, 2014) | 2 (2002, 2006) | 4     |
| Costa Rica           | 0                    | 0              | 1 (1993)       | 1     |

### Participantes
| País                 | 1993 | 2002 | 2006 | 2010 | 2014 | Años |
| -------------------- | ---- | ---- | ---- | ---- | ---- | ---- |
| Colombia             | -    | -    | -    | -    | 5.º  | 1    |
| Costa Rica           | 3.º  | 5.º  | -    | 4.º  | 7.º  | 4    |
| Cuba                 | 1.º  | -    | 1.º  | -    | 1.º  | 3    |
| República Dominicana | -    | 1.º  | 2.º  | 1.º  | 4.º  | 4    |
| El Salvador          | -    | -    | 5.º  | 5.º  | -    | 2    |
| Guatemala            | 5.º  | 4.º  | 6.º  | 6.º  | 8.º  | 5    |
| México               | 2.º  | 2.º  | 4.º  | 3.º  | 3.º  | 5    |
| Nicaragua            | -    | -    | -    | -    | 6.º  | 1    |
| Puerto Rico          | 4.º  | 3.º  | 3.º  | 2.º  | 2.º  | 5    |
| Total                | 5    | 5    | 6    | 6    | 8    |      |